# نهائي دوري أبطال إفريقيا 2013
نهائي دوري أبطال أفريقيا 2013 هي المباراة النهائية للنسخة 49 بالنظام الجديد والقديم إما هي المباراة النهائية للنسخة السادسة عشر بالنظام الجديد . وتوج بها النادي الأهلي المصري على حساب أورلاندو بيراتس الجنوب أفريقي .

## الفرق
| الفريق          | وصول سابق (الخط الغليظ يشير إلى بطل تلك النسخه)                   |
| --------------- | ----------------------------------------------------------------- |
| الأهلي          | 9 (1982 ، 1983 ، 1987 ، 2001 ، 2005 ، 2006 ، 2007 ، 2008 ، 2012 ) |
| أورلاندو بيراتس | 1 (1995 )                                                         |

## النهائي
| أورلاندو بيراتس | 1-1   | الأهلي        |
| --------------- | ----- | ------------- |
| ماتلابا 90'     | تقرير | أبو تريكة 14' |

| الأهلي                         | 0-2   | أورلاندو بيراتس |
| ------------------------------ | ----- | --------------- |
| أبو تريكة 54' · عبد الظاهر 78' | تقرير |                 |